# صابونية غربية
صابونية غربية (الاسم العلمي:Sapindus saponaria) هي نوع من النباتات تتبع جنس الصابونية من الفصيلة الصابونية.